# نهائي كأس رابطة الأندية الإنجليزية المحترفة 2013
نهائي كأس رابطة الأندية الإنجليزية المحترفة 2013 هي المباراة النهائية من منافسة كأس رابطة الأندية الإنجليزية المحترفة 2012–13، أقيمت المباراة في 24 فبراير 2013، في ملعب ويمبلي، بين فريقي برادفورد سيتي، وسوانزي سيتي، وفاز فيها سوانزي سيتي، بعد أن هزم برادفورد سيتي، بنتيجة 0 - 5، وكان حكم المباراة كيفن فريند.

## تفاصيل المباراة
لعبت المباراة النهائية في 24 فبراير 2013.
| برادفورد سيتي | 0 -5 | سوانزي سيتي |
| ------------- | ---- | ----------- |
|               |      |             |